# Massiccio Centrale
Il Massiccio Centrale è una vasta regione geografica della Francia centro-meridionale, prevalentemente montuosa e collinare, con una superficie di 85.000 km², separata a est dalle Prealpi francesi dalla valle del Rodano; l'origine geologica della catena montuosa è costituita da un bacino di vulcani estinti e tutti i grandi fiumi francesi, ad eccezione del Rodano, hanno le loro sorgenti (o quelle dei loro principali affluenti) nella zona montuosa o collinare di tale massiccio

## Descrizione

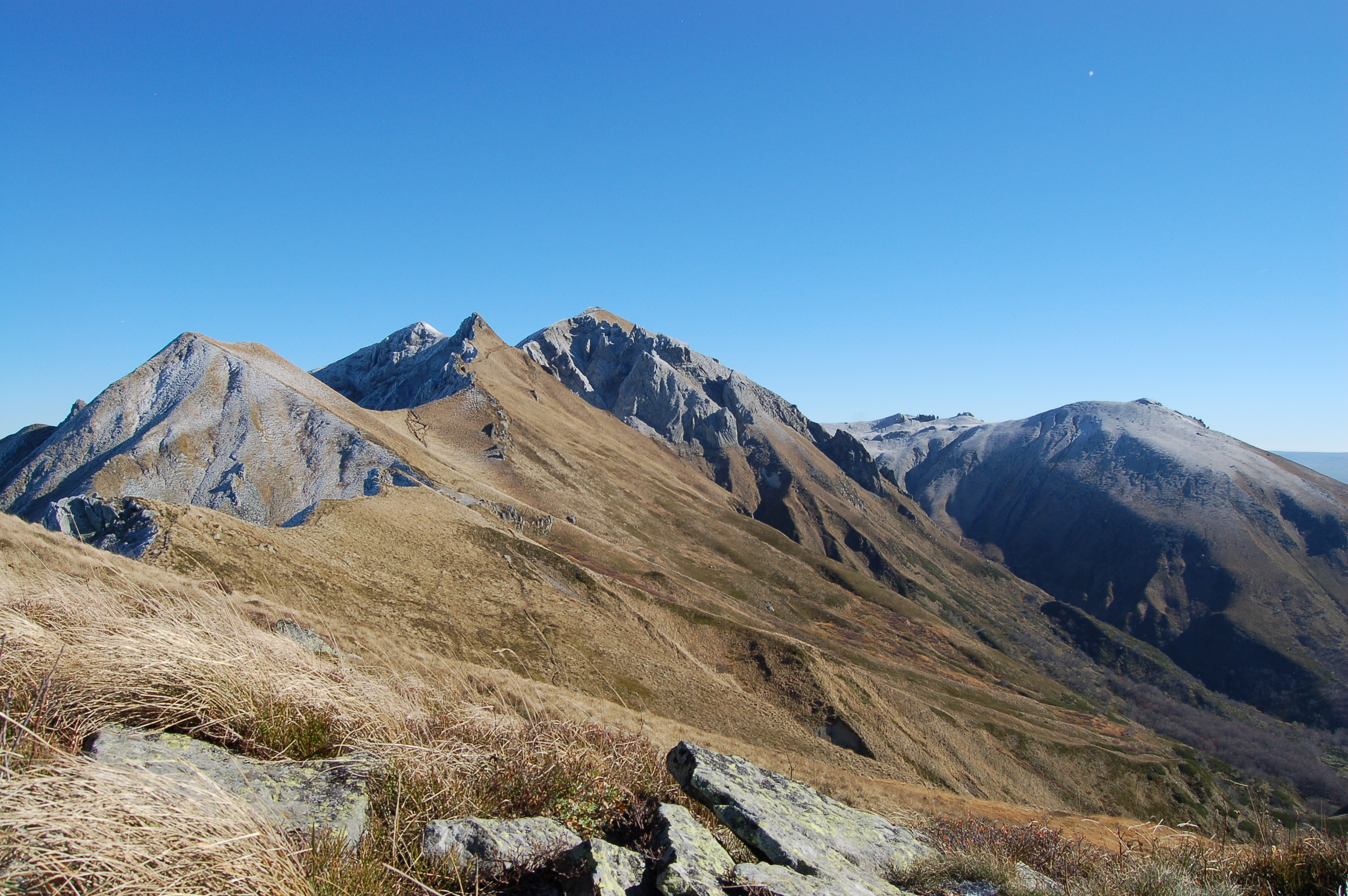
Puy de Sancy

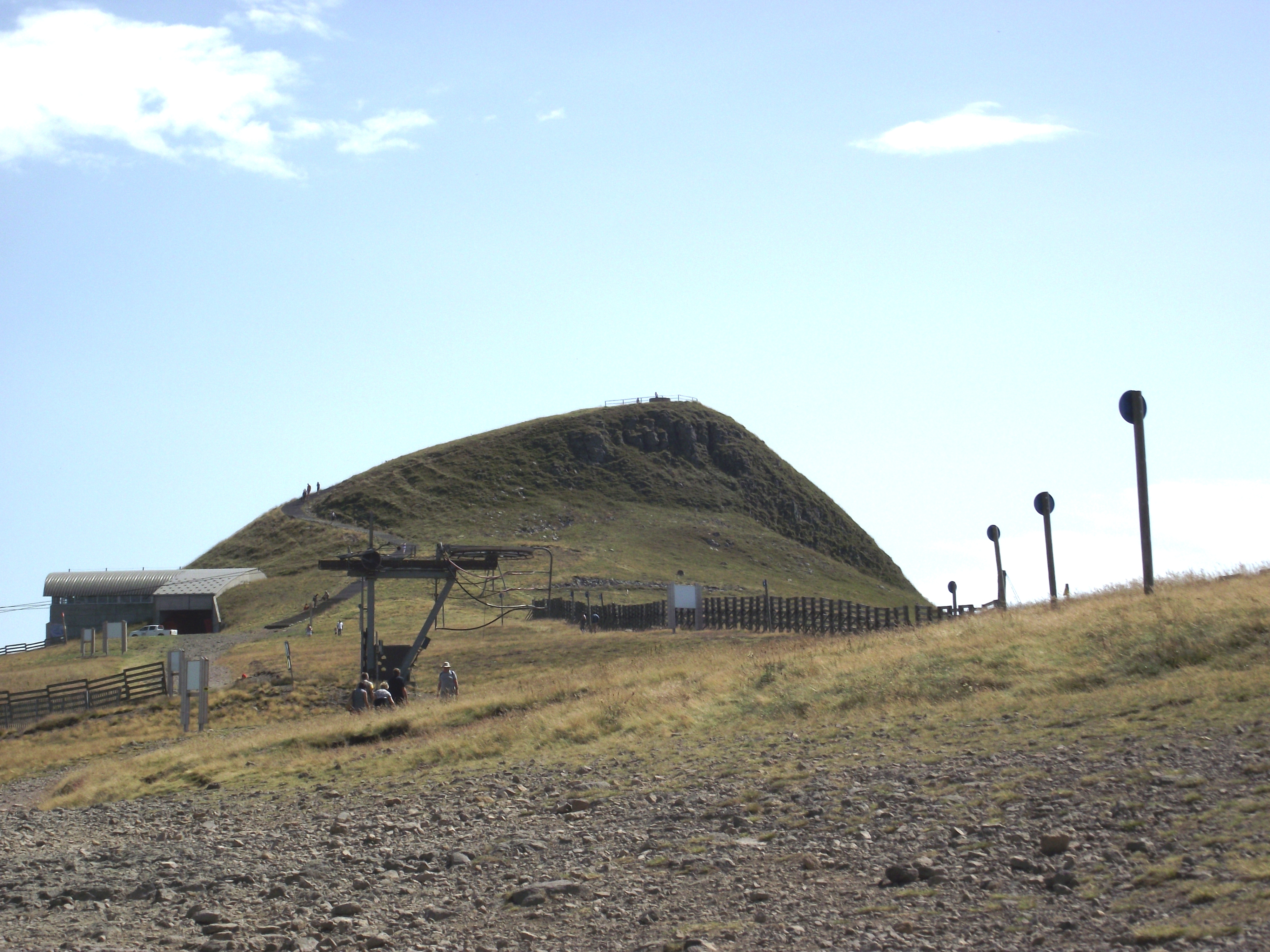
Plomb du Cantal

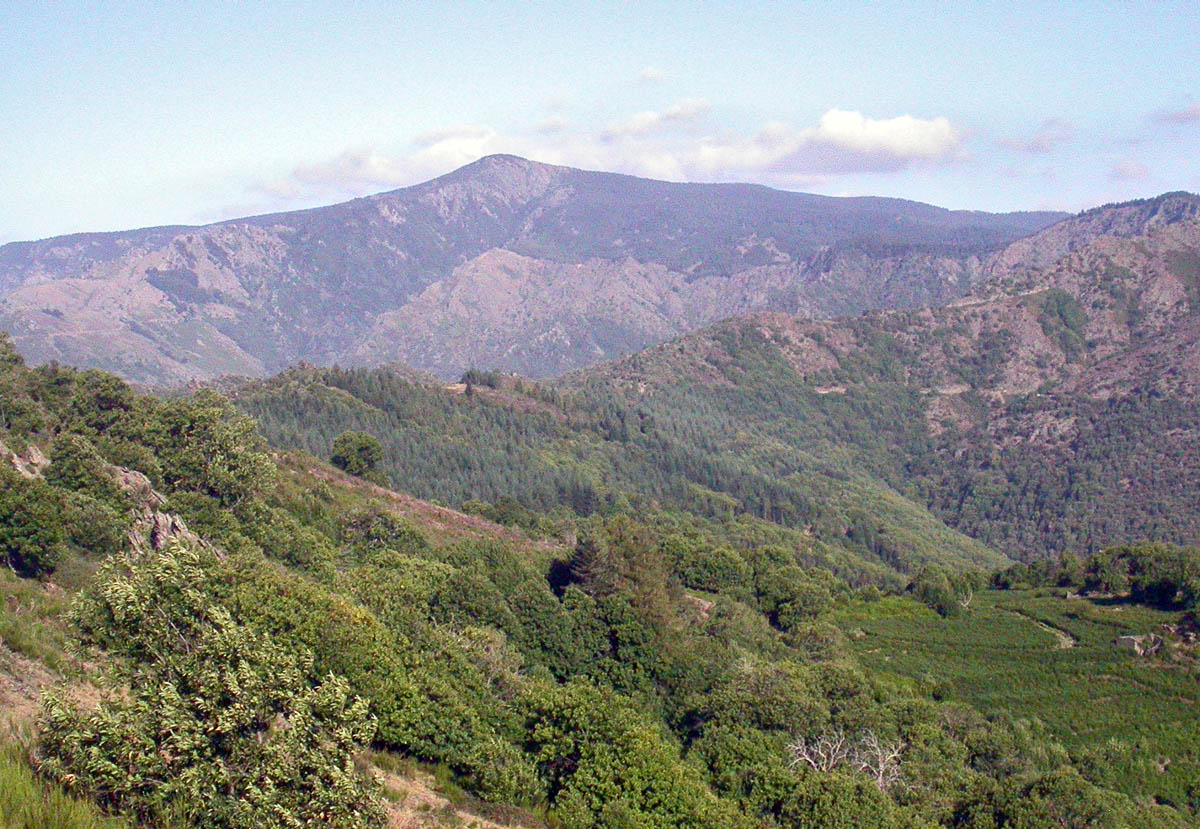
Mont Aigoual

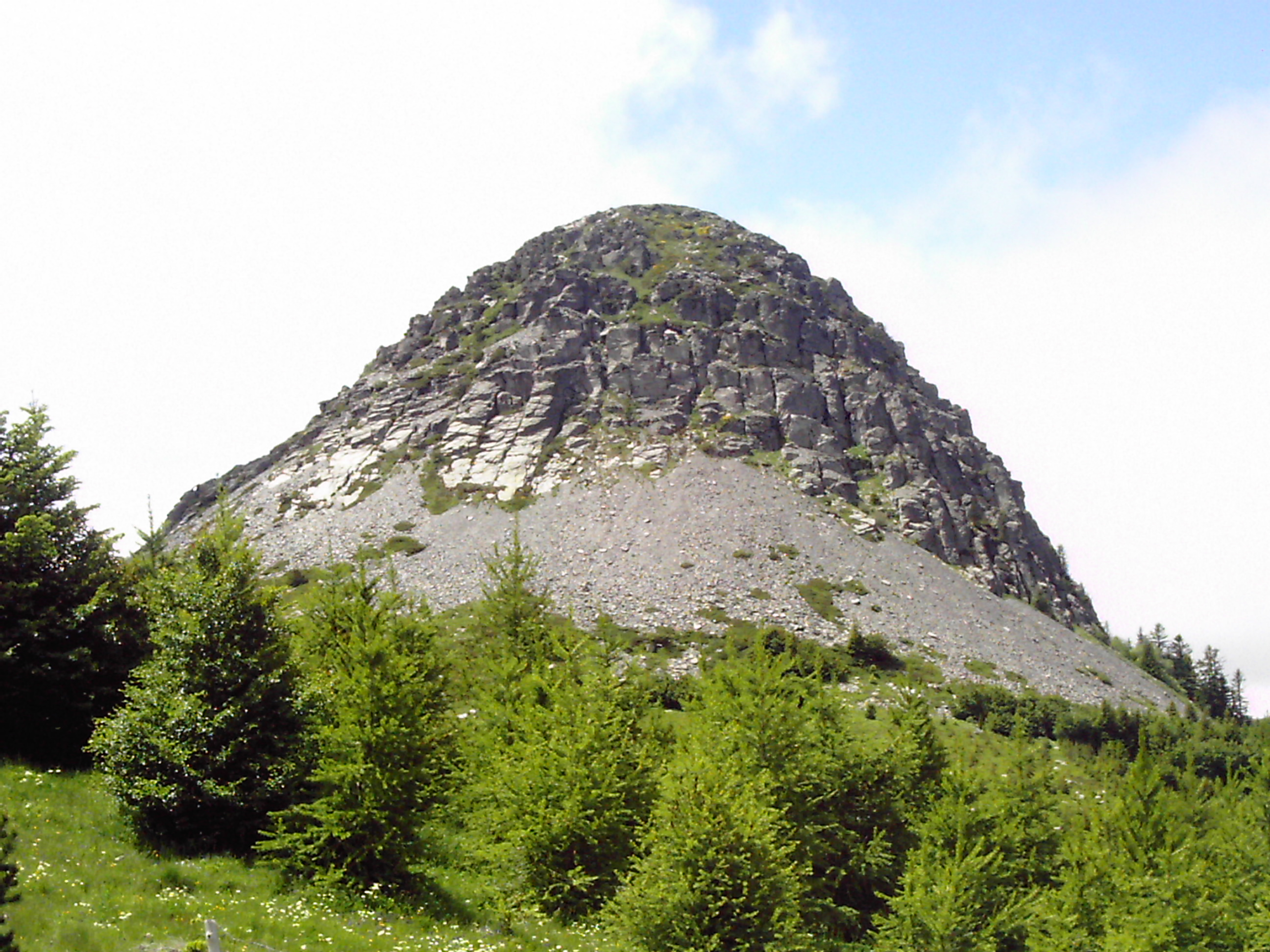
Mont Gerbier de Jonc

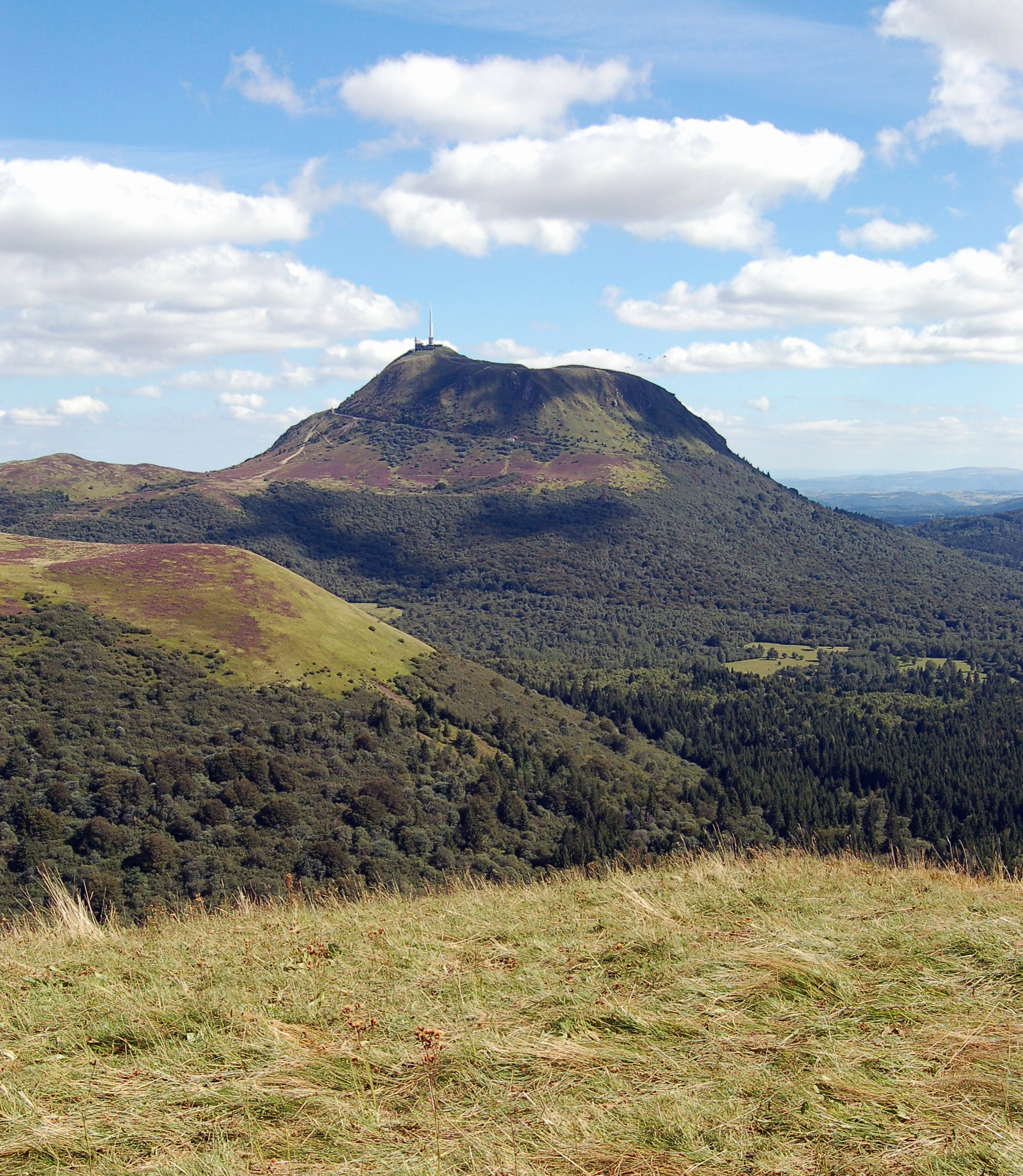
Puy de dôme

Geograficamente il Massiccio Centrale è situato al sud della Francia e comprende o fa parte di 4 delle 13 regioni francesi e di 11 dei dipartimenti in cui esse sono divise.
- Alvernia-Rodano-Alpi, con capoluogo Lione, città di molto antecedente rispetto all'insediamento romano, oggi la terza città di Francia per abitanti e sede industriale di rilevante importanza.
- Borgogna-Franca Contea, con capoluogo Digione, famosa per importanti rassegne mondiali in ambito eno-gastronomico.
- Nuova Aquitania, con capoluogo Bordeaux, che risale all'epoca romana.
- Occitania, con capoluogo Tolosa, una delle maggiori città francesi e sede di importanti industrie aeronautiche.

Presenta un paesaggio vario caratterizzato da residui di attività vulcaniche nell'Alvernia, dalle Cévennes catene montuose a sud, dall'insieme di altopiani calcarei (da 700 a 1200 m) di Les Causses che vanno digradando nella regione del Limosino.
Clermont-Ferrand e Limoges sono i maggiori centri, seguiti da Saint-Étienne. A parte gli insediamenti industriali di cui si è detto, l'economia della regione è legata alla pastorizia ed alle attività ad essa collegate. Molto sviluppata anche la industria turistica per la presenza di antiche stazioni termali e più recenti insediamenti sciistici.

## Cime principali
- Puy de Sancy (1886 m), punto culminante del massiccio dei monts Dore
- Plomb du Cantal (1855 m), punto culminante del massiccio dei monts du Cantal
- Puy Ferrand (1846 m) vicino al puy de Sancy
- Puy de Peyre-Arse (1806 m) seconda cima del Cantal
- Puy Mary (1787 m), nel Cantal, grand site national
- Mont Mézenc (1754 m), edificio vulcanico complesso, punto culminante dei dipartimenti dell'Alta Loira e dell'Ardèche
- Pic de Finiels (1699 m), maggiore cima non vulcanica sul Monte Lozère
- Puy Griou (1694 m), al centro dei monts du Cantal
- Pierre-sur-Haute (1634 m), che domina il Forez
- Mont Aigoual (1567 m)
- Truc de Fortunio (1552 m), punto culminante del massiccio della Margeride
- Signal du Luguet (1551 m), punto culminante del Cézallier
- Mont Gerbier de Jonc (1551 m), alla sorgente della Loira
- Signal de Mailhebiau (1469 m), che domina l'Aubrac
- Puy de Dome (1464 m), che domina Clermont-Ferrand e la chaîne des Puys (grand site de France)
- Crêt de la Perdrix à (1432 m), che domina Saint-Étienne ed è la vetta del massiccio del Pilat
- Mont Devès (1421 m), punto culminante del massiccio dei monti del Velay
- Puy de Montoncel (1287 m), punto culminante della montagne bourbonnaise
- Montgrand (1264 m), a sud di Lacaune
- Les Bois Noirs (1218 m), punto culminante del Livradois
- Pic de Nore (1211 m)
- Puys Chopine e des Gouttes (1181 m)
- Pic du Pal (Puèg del Pal) (1155 m), che domina l'altopiano di Lévézou
- Sommet de l'Espinouse (1124 m)
- Merdelou (1100 m)
- Mont Caroux (1091 m)
- Crête de Blandine (1017 m), punto culminante del plateau du Coiron
- Mont Saint-Rigaud (1012 m)
- Mont Boussuivre (1004 m), punto culminante delle montagnes du matin (Monts de Tarare)
- Mont Bessou (977 m)
- Crêt Malherbe (946 m)

## Sottoinsiemi topografici

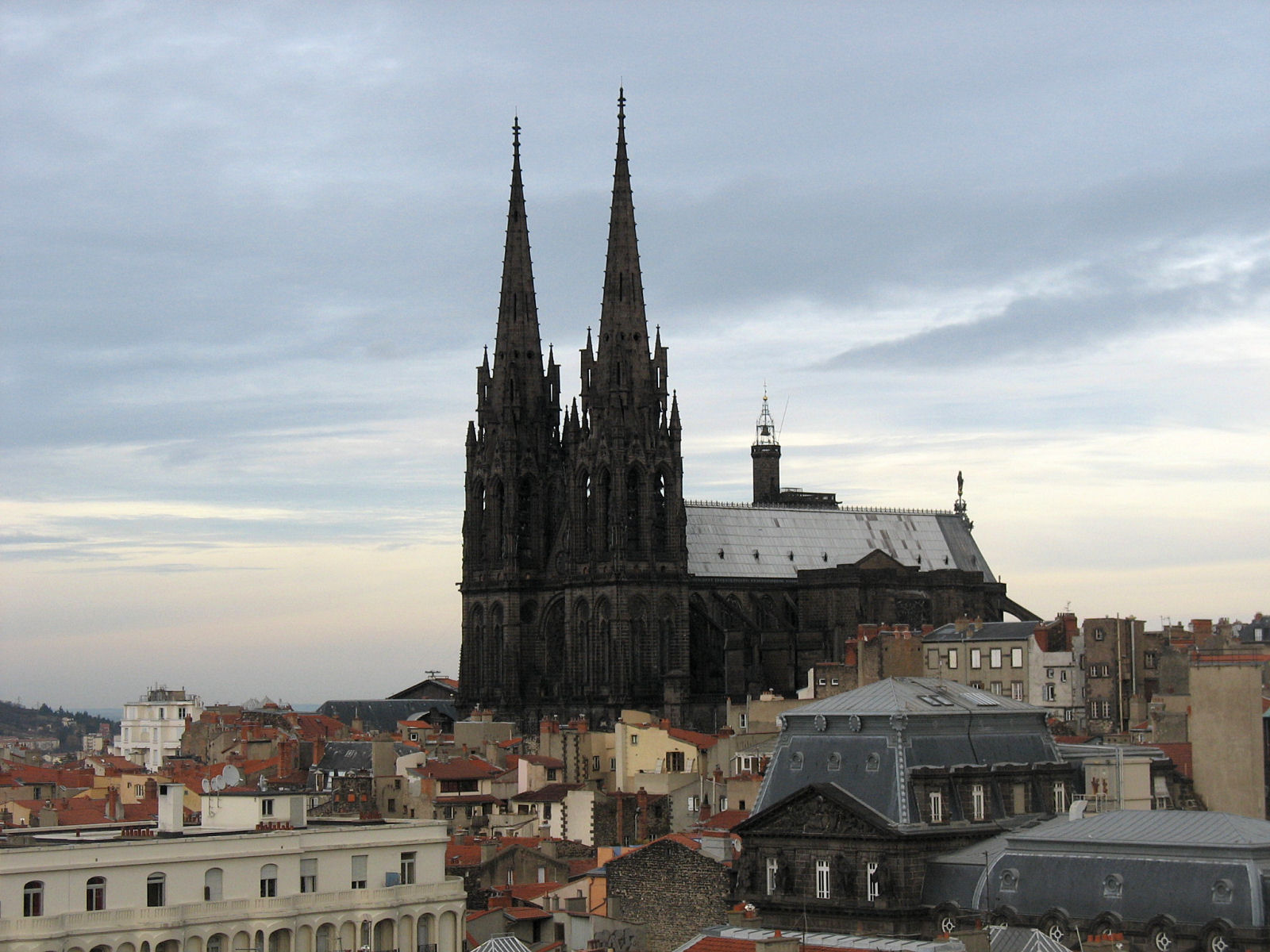
Clermont-Ferrand

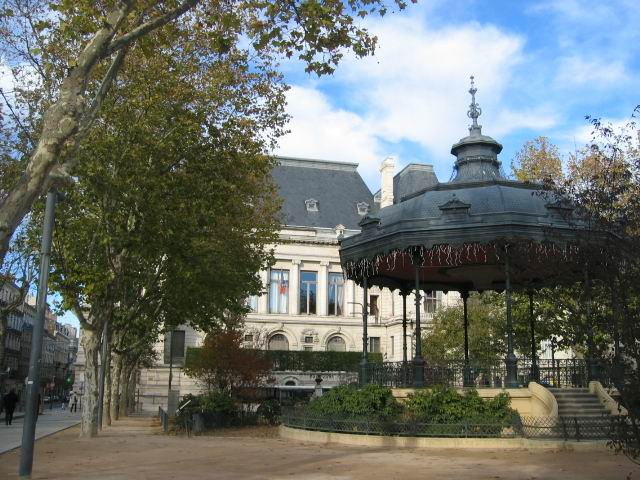
Saint-Étienne

| Alvernia-Rodano-Alpi | Borgogna-Franca Contea  | Nuova Aquitania | Occitania |
| --- | ----------------------- | --- | --- |
| - Artense - Beaujolais - Cézallier - Chaîne des Puys - Combrailles - Limagne - Livradois - Margeride - Massif du Devès - Meygal - Montagne bourbonnaise - Monts du Cantal - Planèze de Saint-Flour - Monts d'Or - Monts Dore - Monts de la Madeleine - Monts du Forez - Monts du Lyonnais - Monts du Vivarais - Pilat - Massif du Mézenc - Massif des Boutières - Plateau du Coiron | - Charolais - Mâconnais | - Monts de la Marche - Monts d'Ambazac - Monts de Blond - Monts du Limousin - Monts de Châlus - Plateau de Millevaches - Massif des Monédières - Causses du Quercy: - Causse corrèzien | - Aubrac - Caroux-Espinouse - Causses du Quercy - Causse de Gramat - Causse de Martel - Causse de Limogne - Cévennes - Monte Aigoual - Bougès - Mont Lozère - Tanargue - Escandorgue - Grands Causses - Causse de Sauveterre - Causse Méjean - Causse de Blandas - Causse du Larzac - Causse Noir - Causse Rouge - Causse Comtal - Causse de Sévérac - Lévézou - Margeride - Monts de Lacaune - Montagne noire - Ségala - Séranne - Sidobre |